# أدريان سانشيز
أدريان سانشيز (بالإسبانية: Adrián Sánchez) هو لاعب كرة قاعدة فنزويلي، ولد في 16 أغسطس 1990 في ماراكايبو في فنزويلا.

## وصلات خارجية
- أدريان سانشيز على موقع دوري كرة القاعدة الرئيسي (الإنجليزية)
- أدريان سانشيز على موقعبيزبول رفرنس.كوم (الدوري الرئيسي) (الإنجليزية)
- أدريان سانشيز على موقعبيزبول رفرنس.كوم (الدوري الثانوي) (الإنجليزية)
- أدريان سانشيز على موقع إي إس بي إن.كوم (أم.أل.بي) (الإنجليزية)
- أدريان سانشيز على موقع مشجعي الرسوم البيانية (الإنجليزية)